# Самуель Гейнике
Самуель Гейнике (нім. Samuel Heinicke, 10 квітня 1727, Наутшюц — 30 квітня 1790, Лейпциг) — німецький педагог, винахідник способу навчання глухонімих.

## Біографія
Народився в Наутшюце в Тюрінгії. Спочатку працював охоронцем в Дрездені, але згодом вирішив займатися викладанням, взявши собі першого глухонімого учня в 1754 році. Його успіхи були такі великі, що Гейнике вирішив цілком присвятити себе цій роботі. Вважав звуковий метод і розмовну мову необхідними для повноцінної освіти, але використовував також і деякі форми пальцевого алфавіту. Його заняття і дослідження були перервані Семирічною війною, коли він був узятий в полон в Пірні і доставлений в Дрезден, але зумів втекти. У 1768 році він жив в Гамбурзі і знову успішно навчив глухого хлопчика здатності говорити. У 1778 році заснував за допомогою курфюрста Саксонії в Лейпцизі першу школу для глухонімих в Німеччині. Керував цією школою до самої смерті, але помер ще до широкого впровадження його методів в сурдопедагогіці. Похований на Південному кладовищі в Лейпцизі. У 1881 році йому поставили в Лейпцизі пам'ятник. У своїх дослідженнях користувався працями голландського лікаря Йоганна Аммана.